# 장쑤 방송 본부
장쑤 방송 본부 (그룹)(중국어: 江苏省广播电视总台（集团）, 영어: JiangSu Broadcasting Corporation 약칭 江苏广电, JSBC)는 중화인민공화국 장쑤성에 위치한 성급 방송국이다.

## 개요
장쑤 방송 본부는 2001년 6월에 장쑤인민방송(江苏人民广播电台)、장쑤 텔레비전(江苏电视台)、장쑤 케이블 텔레비전(江苏有线电视台) 및 기타 회사들이 합병하여 설립되었다. 장쑤 방송 본부는 14개의 텔레비전 채널과 11개의 라디오 방송 채널을 가지고 있으며, 이외에 신문,잡지,영화 제작소,영화관,스튜디오,시청각출판,웹사이트,학교,홈쇼핑 및 뉴미디어 사업에 진출해있다.
장쑤 방송 본부 (그룹)은 3700명의 기존 직원과 함께 수석 전문 기술자 300명 이상, 석사학 대학원생 400명을 거느리고 있다.
장쑤 성의 라디오 방송은 1928년에 중화민국 국민정부의 수도 난징에서 설립된 중앙방송국에서 시작되었다. 1949년 난징 시가 중국공산당에 점거되고, 그 해 6월에 타이완으로 이전된 중앙방송국을 대신하여 난징인민방송(南京人民广播电台)이 설립되었다. 1952년 10월 난징인민방송이 쑤난인민방송(苏南人民广播电台), 쑤베이인민방송(苏北人民广播电台)과 합병하여 장쑤인민방송(江苏人民广播电台)으로 바뀌었다.
장쑤 성의 텔레비전 방송은 1960년 5월 1일 난징 텔레비전이 시험 방송을 실시하면서 부터이다. 1963년 이후 1968년까지 방송을 중단하였다가, 1968년 난징 텔레비전(南京电视台)이란 이름으로 정식 방송을 시작하였다. (현재의 난징 텔레비전은 1968년에 방송을 시작한 별개의 방송국이다.) 1979년 6월 30일에는 장쑤 텔레비전(江苏电视台)으로 명칭을 변경했다. 이 외에 1994년에는 장쑤 케이블 텔레비전(江苏有线电视台) 방송국이 설립되었다.

## 연혁

### 텔레비전 부분
- 1960년 5월 1일 : 오후 7시에 난징 텔레비전의 시험 방송(南京电视实验台) 실시. (현재의 난징 텔레비전은 1968년에 방송을 시작한 별개의 방송국이다.) 처음에는 매주 토요일에 방영하였다.
- 1961년 7월 1일 : 매주 목요일과 토요일에 두 번 방송하는 것으로 조정, 둘 다 2시간 동안 방송되었으며, 방송 채널은 1채널(1频道)로 불렀다.
- 1963년 : 난징 텔레비전 방송국의 시험 방송 종료.
- 1968년 10월 1일 : 장쑤 성 혁명위원회(江苏省革命委员会)의 승인으로, 10월 1일에 난징 텔레비전 시험 방송이 난징 텔레비전(南京电视台)이란 이름으로 방송 재개. 방송국은 베이지게(北极阁) 산 정상의 장쑤 기상 관측소(江苏省气象台)내에 위치하였다.
- 1972년 : 베이징둥로 4호(北京东路4号, 지금의 江苏广电城)로 이전. 베이지게 산 정상에는 여전히 송출소가 위치되어 있다.
- 1979년 5월 : 텔레비전 광고 방송 실시.[3]。
- 1979년 6월 30일 : 중공 장쑤 성 위원회(中共江苏省委)의 승인으로, 난징 텔레비전이 장쑤 텔레비전(江苏电视台)으로 명칭 변경.
- 1979년 11월 : 장쑤 텔레비전에서 채널 4번, 출력 1kW의 컬러 TV 송신기를 통해 중국중앙텔레비전의 프로그램을 방송.
- 1983년 6월 : 장쑤 TV센터(江苏彩电中心) 사옥 착공을 시작.
- 1987년 1월 15일 : 장쑤 TV센터 완공. 같은 해 5월, TV센터에 방송 직원들이 들어서게 되었다.[3]
- 1993년 : 장쑤 텔레비전 경제 채널(2채널(二套)라고도 함，현 도시채널) 개국.[4]
- 1997년 : 장쑤 텔레비전 1채널(江苏电视台一套)의 위성 송출을 시작하여 장쑤 위성 텔레비전(江苏卫视)으로 변경.
- 2001년 6월 : 장쑤 텔레비전, 장쑤 케이블 텔레비전(江苏有线电视台), 장쑤인민방송(江苏人民广播电台)이 합병하여 장쑤 방송 본부(江苏省广播电视总台)가 설립. 장쑤 케이블 텔레비전의 스타일 채널(文体频道)과 영화 채널(影剧频道)이 각각 예술 채널(综艺频道), 드라마 채널(影视频道)로 이름을 바꾸었다.
- 2004년 : 스포츠 채널(体育频道, 현 스포츠 레저 채널(现体育休闲频道)), 어린이 채널(少儿频道), 공공 채널(公共频道) 개국. 국제 채널(国际频道)이 미국에서 먼저 정식 개국.
- 2008년 12월 31일 : 저장 텔레비전과 장쑤 텔레비전의 공동 출자로 홈쇼핑 방송인 “好易购”채널 개국.(현재는 저장 텔레비전에서 단독으로 관리), 동시에 경제 채널 (财经频道)（현 好享购物频道）개국.
- 2009년 9월 : 장수 위성 TV의 HDTV-SDTV 동시 방송을 실시.
- 2010년 : 어린이 채널(少儿频道)의 위성 송출 시작, 优漫卡通卫视로 변경.
- 2010년 3월 : 국가광파전영전시총국(国家广播电影电视总局)의 승인으로, 홈쇼핑 채널 好享购物频道 개국. 장쑤 성에서 24시간 방송되는 전문 쇼핑 채널로 전국적으로 방송되고 있다. 好享购物股份有限公司라는 자회사에서 관리하고 있다.

### 라디오 부분
- 1949년 4월 23일 : 중국인민해방군이 난징을 점거하여, 기존의 중앙방송국(中央广播电台)의 명칭을 폐기하고, 난징 라디오방송(南京广播电台)을 세워, 베이핑신화방송(北平新华广播电台)의 프로그램을 방송. 이후 5월 6일에 중국인민해방군 난징 시 군사 감독위원회(南京市军事管制委员会)에서 정식으로 중앙방송국을 인수. 5월 18일에 “난징인민방송(南京人民广播电台)”설립.
- 1950년 12월 : 화둥인민방송 대타이완 방송(华东人民广播电台 对台广播, 현 금릉의 소리 라디오 (金陵之声广播电台)）가 난징 방송으로 이전되었고, 화둥인민방송의 명칭과 구성원은 유지.</ref>。1950년 12월，华东人民广播电台对台广播（现金陵之声广播电台）迁到南京台播出，呼号和隶属仍为华东人民广播电台[5]
- 1952년 10월 : 난징시와 쑤난(苏南), 쑤베이(苏北) 합병으로 장쑤 성 조직 복원으로, 중앙방송사업국(中央广播事业局)과 화둥인민방송(华东人民广播电台)의 승인으로 난징인민방송(南京人民广播电)과 쑤난인민방송(苏南人民广播电台), 쑤베이인민방송(苏北人民广播电台)과의 합병으로 장쑤인민방송(江苏人民广播电台) 통합을 성립.
- 1953년 1월 : 장쑤인민방송 설립, 주파수는 AM 870kHz, 출력은 10kW, 방송국은 난징 西祠堂巷8号에 위치(구 중앙방송국이 있던 자리), 출범 후 난징인민방송의 이름을 예약하여, 두개의 방송 주파수를 보유[6].
- 1953년 3월 : 쑤저우,난퉁인민방송을 중지, 기계 및 장비 및 일부 직원을 장쑤방송으로 옮김.
- 1956년 6월 : 장쑤성 방송 관리국(江苏省广播管理局)설립, 장쑤인민방송국과 함께 단일 체재로 시행.
- 1961년 1월 : 방송관리국에서 단일 체재 시행을 중단시키면서, 각 지역별로 방송국 관리를 담당. 문화대혁명이 발발한 후, 군중 반군 조직이 권력을 장악하기 시작, 본래 방송국의 조직이 마비됨과 함께, 군사 계엄령 시행. 프로그램은 기상 예보 외의 모든 프로그램이 중단되고, 중앙인민방송의 프로그램 만을 방송.
- 1969년 1월 : 난징인민방송의 방송 중단으로, 난징 방송 873kHz를 통해 장쑤 제2방송(第二套)을 방송하기 시작. 기존의 장쑤인민방송 주파수는 제1방송(第一套)이 됨.
- 1975년 7월 : 방송국내의 계엄령이 해제. 방송 강의《业余英语》실시와 함께, 뉴스 프로그램 《本省新闻和报纸摘要》（현《江苏新闻联播》）방송을 재개.[9]。
- 1982년 7월 1일 오후 11시 : 장쑤인민방송의 대타이완(对台)프로그램이 제1방송에서 방송되기 시작.
- 1986년 11월 12일 : 대타이완 방송 프로그램을 금릉의 소리 라디오 (金陵之声广播电台)로 옮김.[5]
- 1993년 : 문예 방송(文艺广播) 개국.
- 2001년 : 교통방송 네트워크(交通广播网) 개국. 이후 해당 방송 주파수들을 발표.

## 채널 정보

### 텔레비전 채널
| 채널명                          | 유형       | 비고 | 공식 웹사이트                                                                                |
| ------------------------------- | ---------- | --- | -------------------------------------------------------------------------------------------- |
| 장쑤 위성 텔레비전 (江苏卫视)   | 위성TV     | 위성 채널（1997年开播） | http://star.jstv.com/                                                                        |
| 도시 채널 (城市频道)            | 종합       | 지상파 채널, 개국 당시 장쑤 텔레비전 제2방송(江苏电视台第二套)이었다.                                                                    | http://city.jstv.com/ 보관됨 2016-02-23 - 웨이백 머신                                        |
| 종합 예술 채널 (综艺频道)       | 종합예술   | 지상파 채널 | http://jszy.jstv.com/ 보관됨 2016-08-29 - 웨이백 머신                                        |
| 드라마 채널 (影视频道)          | 드라마     | 지상파 채널 | https://web.archive.org/web/20140617023606/http://www.jstv.com/c/ys/                         |
| 优漫卡通卫视                    | 애니메이션 | 위성채널，이전명 어린이채널(少儿频道), 2004년 10월 1일에 설립.                                                                           | 新版官网 旧版官网                                                                            |
| 스포츠 레저 채널 (体育休闲频道) | 스포츠     | 지상파 채널 | http://sports.jstv.com/ 보관됨 2016-11-15 - 웨이백 머신                                      |
| 공공, 뉴스 채널 (公共·新闻频道) | 뉴스       | 지상파 채널（성 내의 일부 지역에 따라 자체적인 텔레비전 프로그램을 방송하기도 한다.）                                                    | http://news.jstv.com/                                                                        |
| 교육 채널 (教育频道)            | 교육       | 지상파 채널，2012년 12월 29일 개국, 이 방송의 전신은 장쑤교육텔레비전(江苏教育电视台)으로, 방송이 중단 조치된 후 장쑤 방송에 흡수되었다. | https://web.archive.org/web/20140627015921/http://www.jetv.net/online/                       |
| 홈쇼핑 채널 (好享购物频道)      | 홈쇼핑     | 케이블 디지털 채널，覆盖全国各地 | https://web.archive.org/web/20140517135510/http://jsbcmall.com/                              |
| 국제 채널 (国际频道)            | 종합       | 해외 채널 | http://jic.jsbc.com/ 보관됨 2016-11-01 - 웨이백 머신                                         |
| 학습 채널 (学习频道)            | 학습       | 지상파 채널，이 방송의 전신인 장쑤교육텔레비전에 의해 방송된 장쑤 취업 채널(江苏招考频道)에서 비롯되었다.                                | https://web.archive.org/web/20140907020252/http://www.jetv.net/online/subject/xxpd/index.asp |
| 패션 채널 (靓妆频道)            | 패션       | 디지털 유료 채널 | https://web.archive.org/web/20150421024201/http://www.jstv.com/c/lz/                         |
| 취업 교육 채널 (幼儿教育频道)   | 취업교육   | 디지털 유료 채널 |                                                                                              |
| 영어 학습 채널 (英语学习频道)   | 영어 학습  | 디지털 유료 채널 |                                                                                              |
| 재부 천하 채널 (财富天下频道)   | 경제       | 디지털 유료 채널（현재 간쑤 위성 텔레비전과 협력）                                                                                       |                                                                                              |
| 장쑤 모바일 텔레비전 (江苏动视) | 모바일     | 모바일 TV 채널，与南京广播电视台合办 |                                                                                              |
| 자금국제대 (NowJelli紫金國際台) | 예술,예능  | 장쑤 방송과 홍콩 Now TV의 합작으로 설립한 채널. Now TV 108 채널, 말레이시아 Hypp TV 205채널, 싱가포르 Singtel TV 512채널                 | http://nowtv.now.com/channel/108 보관됨 2015-01-30 - 웨이백 머신                             |

### 라디오 채널
장쑤인민방송은 현재 11개의 방송 채널이 있다. 주파수는 난징 지역을 중심으로 작성되었다.
- 뉴스,종합 방송 : 新闻综合广播（AM 702kHz）
- 뉴스 방송 : 新闻广播（FM 93.7MHz）
- 금릉의 소리 Car FM : 金陵之声汽车调频（FM 99.7MHz）
- 교통 방송 네트워크 : 交通广播网（FM 101.1MHz）
- 음악 방송 : 音乐广播（FM 89.7MHz）
- 클래식 팝 음악 방송 : 经典流行音乐广播（FM 97.5MHz）
- 문예 방송 : 文艺广播（AM 1053kHz、FM 91.4MHz）
- 고사 방송 : 故事广播（AM 585kHz）
- 건강 방송 : 健康广播（AM 846kHz）
- 경제 방송 : 财经广播（AM 1206kHz、FM 95.2MHz）
- 금릉의 소리 라디오 : 金陵之声广播电台（SW 6200kHz）

## 기타 사업
장쑤 방송 본부는 새로운 사업에도 확장하였으며, 주요 사업으로 행복람해(幸福蓝海, 드라마 제작회사), 好享购物(홈쇼핑 관리 회사), 텔레비전 산업 그룹(电视产业集团), 라디오 산업 그룹(广播产业集团), 신문 산업 그룹(报刊产业集团), 뉴미디어 산업 그룹(新媒体产业集团)과 해외사업 산업 그룹(海外业务产业集团) 등 7개의 산업 그룹(产业集团)을 거느리고 있다. 단위 기업으로는 장쑤방송 석초 영상기지(江苏广电石湫影视基地), 장쑤 방송 학교(江苏广播电视学校), 난징 영상 스튜디오(南京电影制片厂), 장쑤 시청각 출판사(江苏音像出版社), 장강 드래곤 뉴미디어(长江龙新媒体)가 있다. 주관 신문 및 잡지로 《장쑤 방송 신문(江苏广播电视报)》、《동방 문화 주간 (东方文化周刊)》、《시청계(视听界)》가 있다.